# 压缩因子
在热力学中，压缩因子(Z)，是一种修正系数，用于描述真实气体与理想气体行为的偏差。它简单地定义为在相同温度和压力下，气体的摩尔体积与理想气体的摩尔体积之比。 这是修正理想气体定律以解释真实气体行为的有用热力学性质。一般来说，气体越接近相变、温度越低或压力越大，与理想行为的偏差变得越明显。压缩因子值通常通过状态方程 (EOS) 计算获得，例如以化合物特定的经验常数作为输入的维里方程。 对于由两种或多种纯气体（例如空气或天然气）混合而成的气体，在计算可压缩性之前必须知道气体成分。

## 定义
在统计力学中，压缩因子定义的描述是：
{\displaystyle Z={\frac {p{\tilde {V}}}{RT}}}
其中，
- {\displaystyle \ p} 为压力；
- {\displaystyle \ {\tilde {V}}} 为气体的摩尔体积；
- {\displaystyle \ T} 为温度；
- {\displaystyle \ R} 为气体常数。

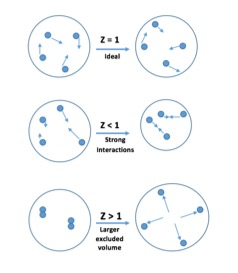
气体行为以及该行为与压缩系数的关系的图形表示。

可以看出，Z是同样条件下真实气体摩尔体积与理想气体摩尔体积的比值，它的大小反映出真实气体偏离理想气体的程度。理想气体的Z值在任何条件下恒为1。Z小于1说明真实气体的摩尔体积比同样条件下理想气体的为小，真实气体比理想气体更易压缩。Z大于1则相反。由于它反映出真实气体的压缩难易程度，所以称为压缩因子。压缩因子的量纲为一。
在非常高的压力下，所有气体的Z值都大于1，说明此时分子间排斥力起主要作用。在很低的压力下，所有气体的Z值都接近1，此时真实气体的行为类似于理想气体。两者压力之间，多数气体Z<1，意味着分子间吸引力的存在降低了气体的摩尔体积。
用压缩因子表示的维里方程如下：
{\displaystyle {\frac {P{\tilde {V}}}{RT}}=1+{\frac {B}{\tilde {V}}}+{\frac {C}{{\tilde {V}}^{2}}}+{\frac {D}{{\tilde {V}}^{3}}}+\dots }
对p取导数可以看到，真实气体的 {\displaystyle \ Z-p} 图在 {\displaystyle \ p\to 0} 时的斜率并不为1，而是趋于一个维里系数值。但对于理想气体 {\displaystyle \ dZ/dp=0}（因为所有压力下Z均=1）。维里系数是温度的函数；在压力低或摩尔体积大的情况下，使 {\displaystyle \ dZ/dp} 在 {\displaystyle \ Z\to 1} 时为0的温度，称为波义耳温度。
此外可以类似地使用 {\displaystyle \ Z-p} 等温线代替 {\displaystyle \ pV_{m}-p} 等温线，反映出真实气体对理想情况的偏差随压力的变化。所有气体在 {\displaystyle \ p\to 0} 时均趋近理想气体，所以任何 {\displaystyle \ Z-p} 等温线在 {\displaystyle \ p\to 0} 时均趋于  {\displaystyle \ Z=1}。
将压缩因子的概念应用于临界点，可以类似地得到“临界压缩因子”：
{\displaystyle \ Z_{c}={\frac {p_{c}V_{m,c}}{RT_{c}}}}
利用范德瓦耳斯方程预测的 {\displaystyle \ Z_{c}} 值为0.375。但实际上将各物质的临界点数据代入上式，得到的 {\displaystyle \ Z_{c}} 值多小于这个值，表明范德瓦耳斯方程只是一个近似的模型，与真实情况还有一定的距离。不过这也说明 {\displaystyle \ Z_{c}} 是个大致与气体性质无关的常数，为对应状态原理作下铺垫。